# Mała Ciemna Plama

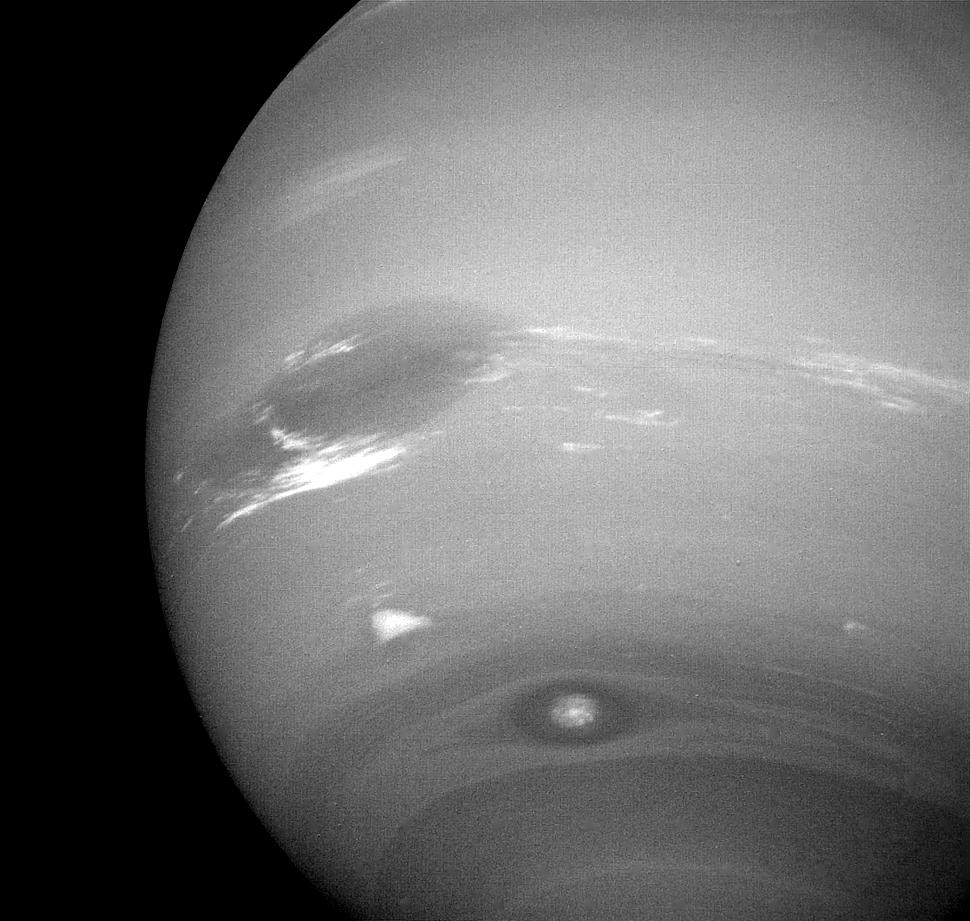
Wielka Ciemna Plama (na górze), Mała Ciemna Plama (na dole) i biały obłok o nazwie Scooter (pomiędzy nimi)

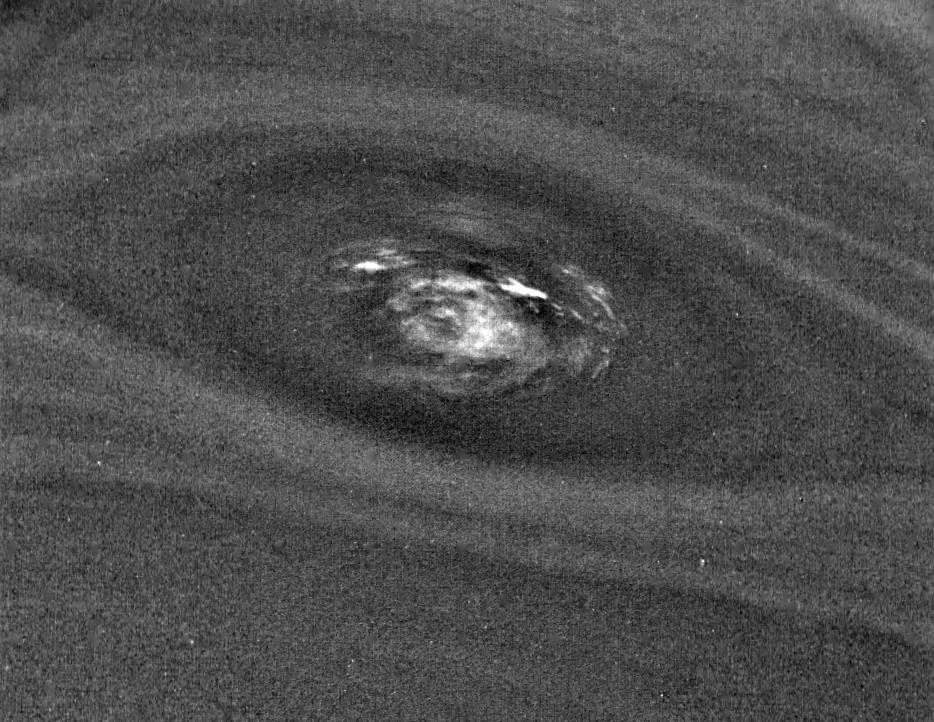
Zdjęcie Małej Ciemnej Plamy w wysokiej rozdzielczości

Mała Ciemna Plama czasami nazywana Ciemną Plamą 2 lub Okiem Czarodzieja – antycyklon na południowej półkuli Neptuna zaobserwowany w 1989 roku, gdy sonda kosmiczna Voyager 2 przeleciała koło planety. Była to druga pod względem wielkości (po Wielkiej Ciemnej Plamie) zaobserwowana wtedy formacja w atmosferze Neptuna. Mała Ciemna Plama obracała się w kierunku przeciwnym do kierunku obrotu planety. Obserwacje przeprowadzone w 1994 za pomocą Kosmicznego Teleskopu Hubble'a wykazały, że obie te plamy zniknęły, lecz pojawiła się inna ciemna plama.